# Deossiadenosina
La deossiadenosina è un derivato del nucleoside adenosina. Differisce da essa per l'assenza di un atomo di ossigeno nella posizione 2' dell'anello di ribosio.